# 明治大学体育会卓球部
明治大学体育会卓球部（めいじだいがくたいいくかいたっきゅうぶ、英: Meiji University Table Tennis Club）は、明治大学体育会に所属する卓球チーム。本拠地東京都。1931年創部。

## 概要
1931年（昭和6年）創部。関東学生卓球連盟所属。
団体戦では全日本大学対抗卓球選手権（インカレ）は優勝18回で大学別最多を誇り、関東学生リーグ戦の累計優勝回数は累計47回で新記録更新中である。
個人戦では全日本学生卓球選手権大会優勝28回。日本チャンピオンは9名を輩出。日本卓球界を牽引する存在である。
卓球部は組織上、競技部と一般部に分かれており、競技部には高校時代インターハイなどで成績を残しスポーツ推薦などで入学した選手が所属し、一般部には一般入試を経て入学した学生など、学業とスポーツの両立を図る学生が所属する。

## オリンピック

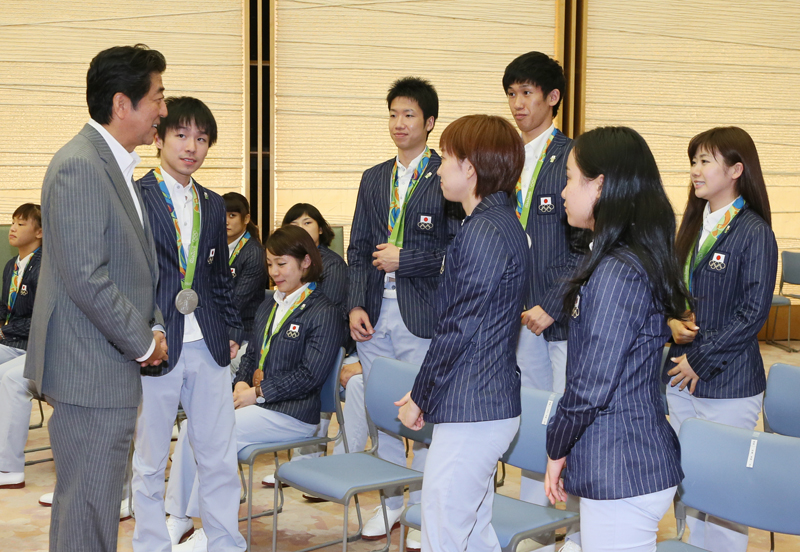
水谷隼（中央、2016年リオデジャネイロオリンピック）

多くのオリンピアンの他、日本代表監督、日本代表選手団監督、協会指導者などを輩出。
近年では、2020年東京オリンピックで、倉嶋洋介が2016年リオデジャネイロオリンピックに続き日本代表チームの監督を務め、水谷隼と丹羽孝希が出場した男子団体で銅メダルを獲得。水谷は混合ダブルスで日本人初の金メダルを獲得した。
2024年パリオリンピックでは、渡辺武弘が女子日本代表監督を務め、女子団体銀メダルと女子シングルス銅メダルを獲得。戸上隼輔が出場した男子団体は4位入賞を果した。

## エピソード
2007年の映画『ピンポン』では、当時の明大卓球部監督平岡義博が主人公の所属する卓球チーム監督役で出演し、卓球部選手たちが撮影協力している。

## 主なOB

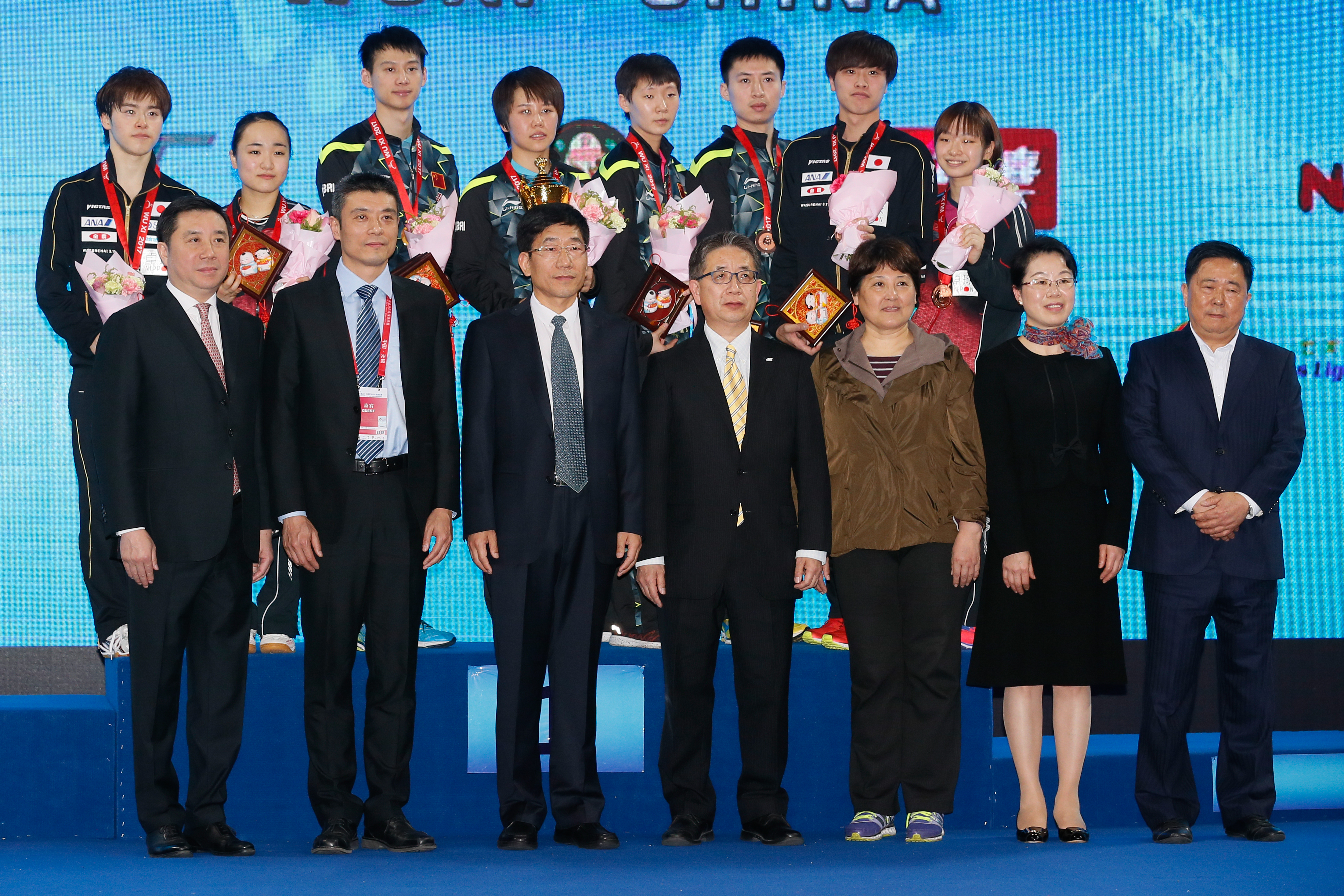
2017ATTCの前原正浩（国際卓球連盟副会長、前列中央）

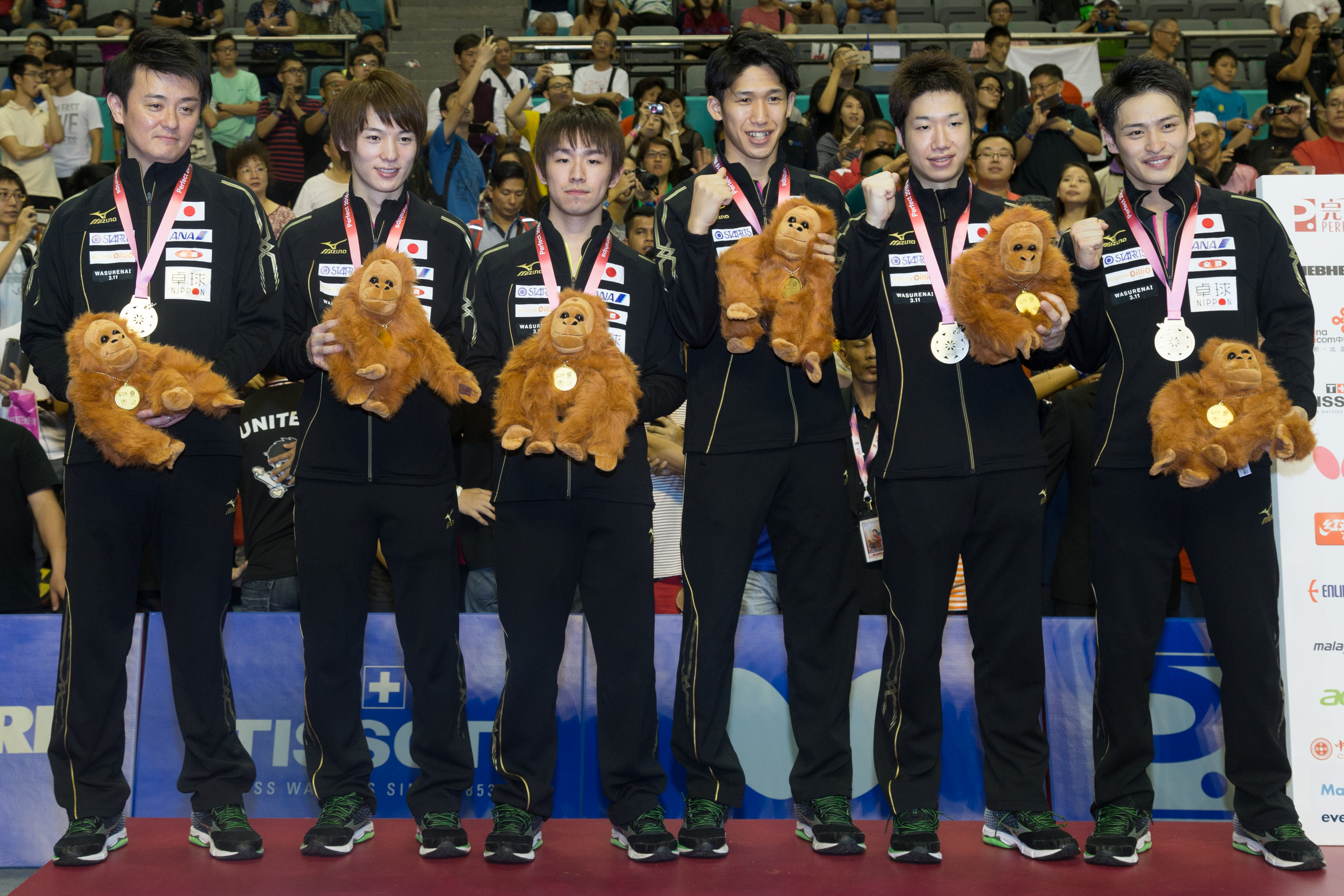
日本代表チームの倉嶋洋介監督、水谷隼、丹羽孝希（2016WTTC）

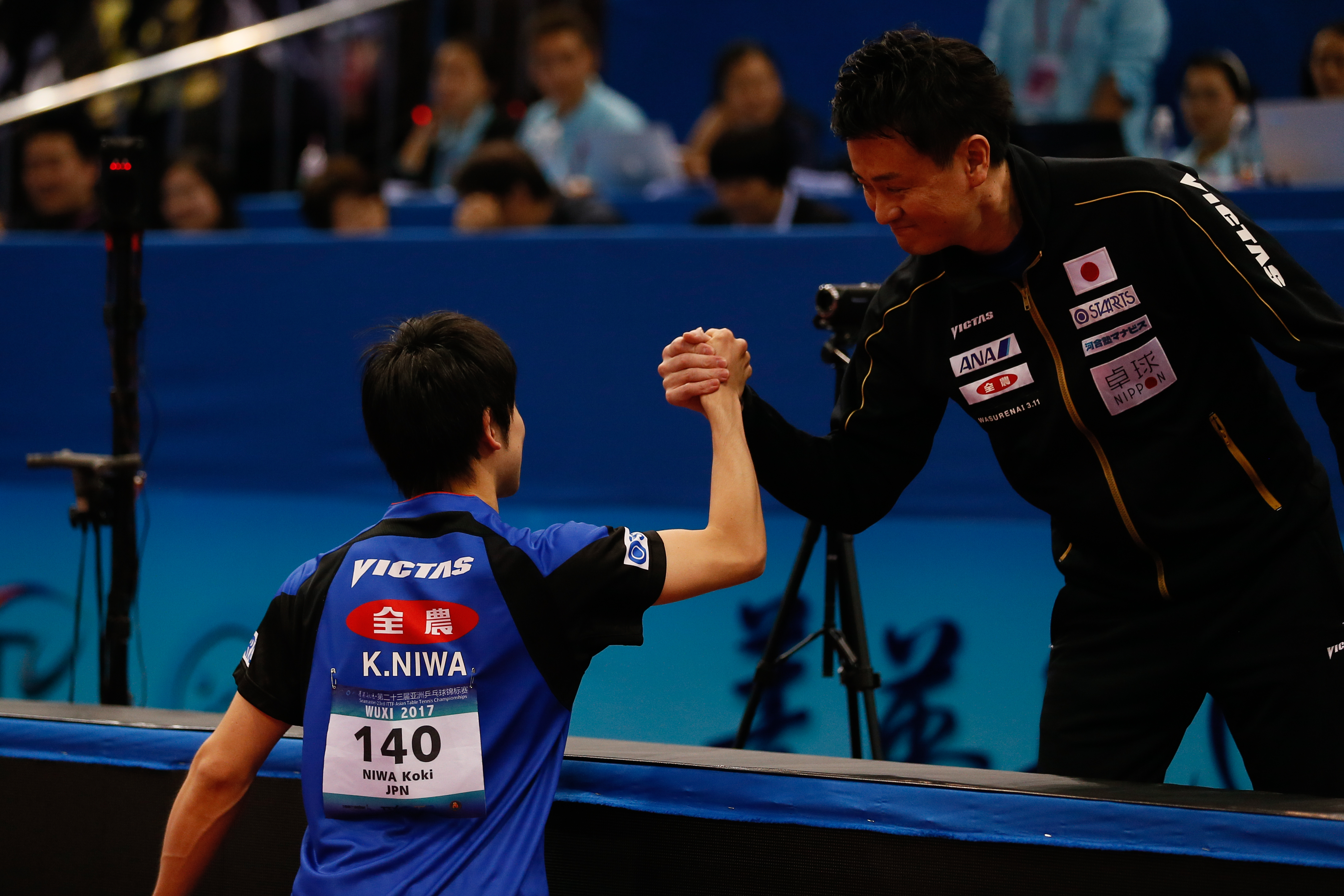
日本代表チームの倉嶋洋介監督と丹羽孝希（2017ATTC）

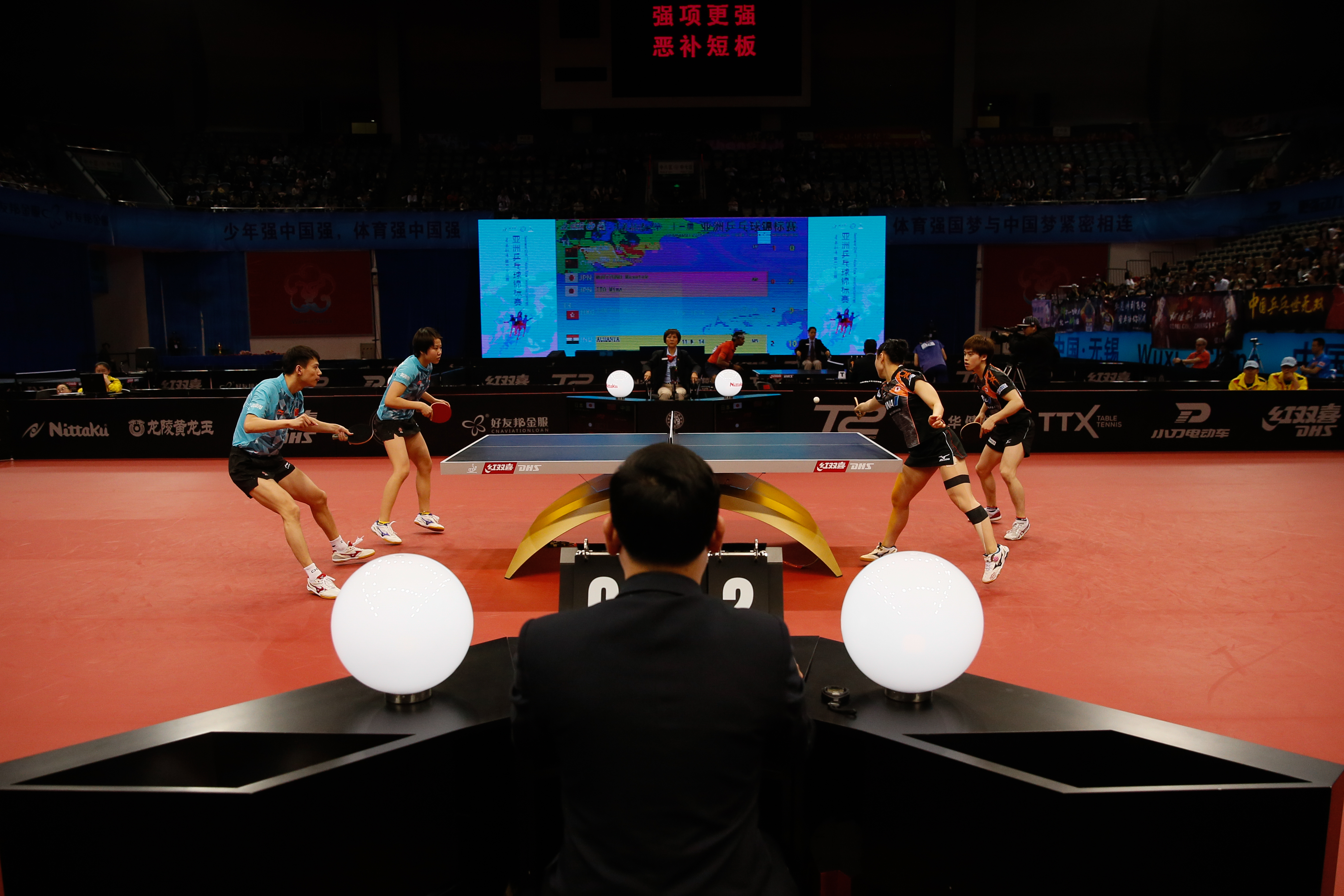
日本代表ダブルスの森薗政崇（一番右、2017ATTC）

- 前原正浩 – 国際卓球連盟副会長、日本卓球協会専務理事（実務最高責任者）、卓球全日本代表監督、全日本チャンピオン
- 兒玉圭司 – 日本代表監督、日本学生連盟会長、明大卓球部監督、スヴェンソン創業、カーリン・インターナショナルGmbH代表
- 松下浩二 - Tリーグチェアマン、1992年バルセロナオリンピック･1996年アトランタオリンピック･2000年シドニーオリンピック･2004年アテネオリンピック代表、プロ卓球選手第1号、VICTAS会長
- 渋谷五郎 - 明大卓球部監督、全日本卓球選手権男子シングルス優勝
- 村上輝夫 - 国際卓球連盟世界ランキング4位
- 三遊亭小遊三 - 落語家、落語芸術協会副会長、文化庁芸術祭優秀賞
- 糠塚重造 - 全日本卓球選手権男子シングルスで決勝4度、優勝1度
- 斎藤清 - 1988年ソウルオリンピック代表、全日本卓球選手権男子シングルス8度優勝（歴代2位）、明大卓球部監督
- 渋谷浩 - 1992年バルセロナオリンピック･1996年アトランタオリンピック･2000年シドニーオリンピック代表、世界卓球選手権7大会連続出場、プロ第3号
- 遊澤亮 - 1996年アトランタオリンピック･2004年アテネオリンピック代表、全日本卓球選手権男子シングルス優勝
- 田崎俊雄 - 1996年アトランタオリンピック･2000年シドニーオリンピック･2004年アテネオリンピック代表、全日本卓球選手権男子ダブルス4度優勝
- 渡辺武弘 - 2024年パリオリンピック女子日本代表監督、1988年ソウルオリンピック・1992年バルセロナオリンピック代表
- 倉嶋洋介 - 2016年リオデジャネイロオリンピック・2020東京オリンピック日本代表監督、明大コーチ
- 木方慎之介 - ジャパントップ12卓球大会男子シングルス優勝、全日本卓球選手権男子ダブルス優勝
- 水谷隼 - 2020東京オリンピック混合ダブルス金メダル、2016年リオデジャネイロオリンピック銅メダル、全日本卓球選手権大会男子シングルス5連覇（史上最高記録）、第55回日本スポーツ賞優秀選手
- 神巧也 - 2019ワールドカップ男子団体日本代表、1. FCザールブリュッケンTT
- 森薗政崇 - 2015年夏季ユニバーシアード優勝
- 丹羽孝希 - 2020東京オリンピック団体銅メダル、2016年リオデジャネイロオリンピック団体銀メダル、全日本卓球選手権大会男子シングルス・ダブルス優勝
- 平野友樹 - 日本卓球リーグビッグトーナメント男子シングルス優勝
- 町飛鳥 - ITTFワールドツアーグランドファイナルU21男子シングルス日本人初金メダリスト
- 酒井明日翔 - ITTFワールドツアーインドオープン優勝
- 有延大夢 - 日本卓球リーグビッグトーナメント男子シングルス優勝
- 龍崎東寅 - 東京卓球選手権大会男子シングルス優勝
- 宇田幸矢 - 2020全日本卓球選手権大会優勝
- 戸上隼輔 - 2024年パリオリンピック団体4位、2022全日本卓球選手権大会優勝